# Dupo
Dupo – wieś w Stanach Zjednoczonych, w stanie Illinois, w hrabstwie St. Clair.